# Columbia Sportswear Company
Pour les articles homonymes, voir Columbia.
Columbia Sportswear Company est une entreprise américaine de vêtements de sport et de loisirs éco-conçus.

## Historique
Fondée en 1938 dans le comté de Washington, dans l'Oregon par Paul Lamfrom, qui, avec son épouse, ont  fui l'Allemagne nazie en 1937 et ont acheté une entreprise de distribution de chapeaux à Portland. La société est nommée la Columbia Hat Company, reprenant le nom du fleuve Columbia qui coule dans la région. Paul Lamfron transmet l'entreprise à Neal Boyle, alors le mari de sa fille Gert Lamfrom. Les de leurs fournisseurs incitent la famille à commencer à fabriquer ses propres produits, et à élargir leur offre. Columbia Hat Company devient Columbia Sportswear Company en 1960. Gert Lamfron reprend l'enseigne à la suite du décès de Neal en 1970. Aujourd'hui, le fils de Gert Boyle, Tim Boyle, est le CEO de la marque et son petit-fils, Joe Boyle, est président de Columbia.

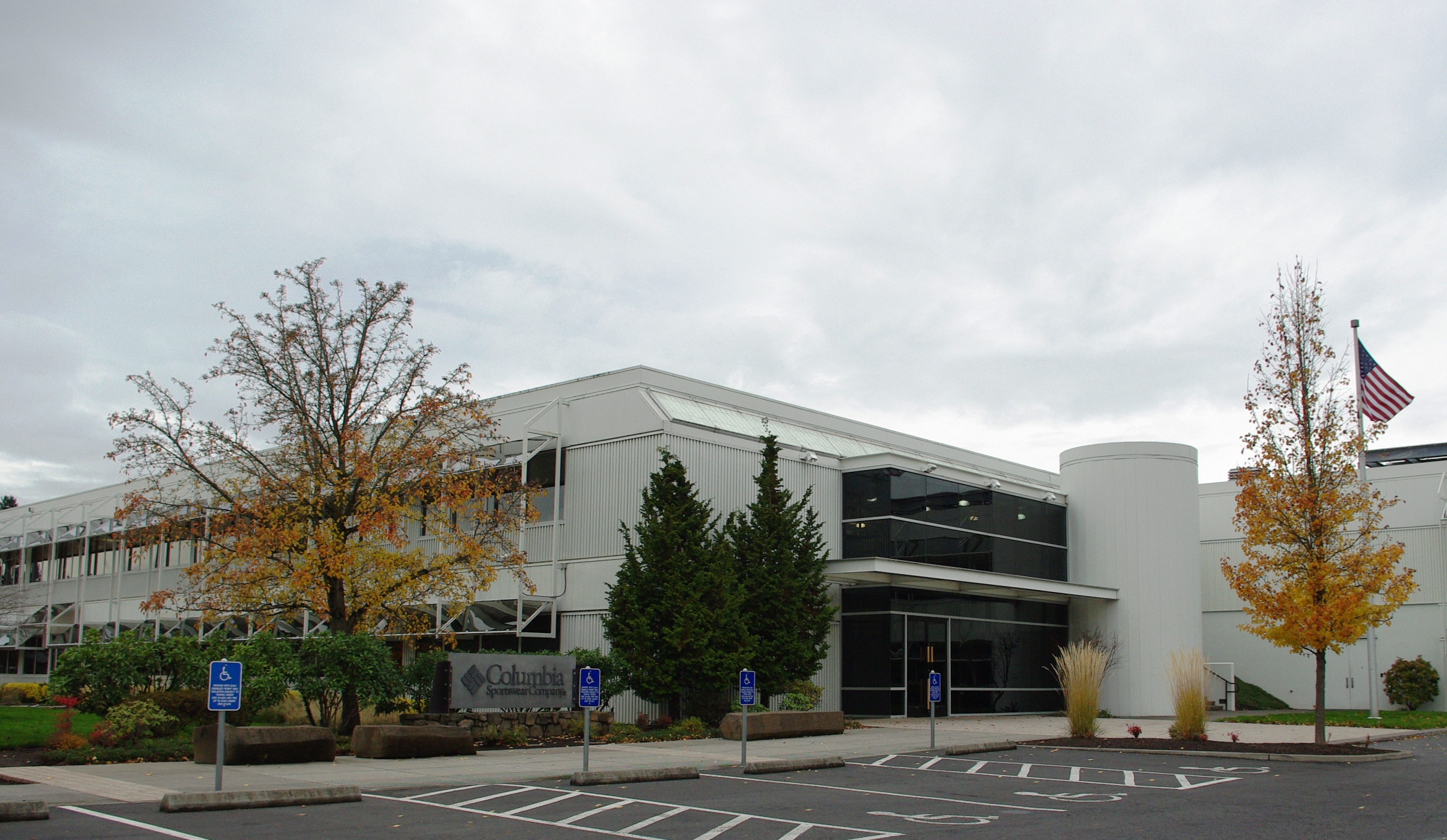
Siège social

Cette marque communique sur des démarches et procédés internes qu'elle présente comme écologique. Elle indique ainsi avoir recours au recyclage et à des teintures spéciales pour réaliser des économies d'eau, ses doudounes utilisant du duvet d'oie désormais certifiées R.D.S (Responsible Down Standard, utilisant uniquement du duvet d'oie non plumées à vif et non gavées).
L'enseigne a développé plusieurs technologies pour ses vêtements. Elle a sponsorisé de 2008 à 2011, entre autres, l'équipe cycliste Team HTC-Columbia.

## Actionnaires
Liste des principaux actionnaires au 18 novembre 2019:
| Timothy Boyle                   | 36,2% |
| Estate Of Boyle Gertrude        | 13,4% |
| Putnam                          | 7,23% |
| Federated Investment Management | 6,66% |
| The Vanguard Group              | 4,51% |
| Atlanta Capital Management      | 4,39% |
| The London Company of Virginia  | 3,59% |
| Joseph P. Boyle                 | 3,41% |
| Sarah A. Bany                   | 2,90% |
| New Amsterdam Partners          | 2,28% |